# Zwischen den Sekunden – Am Piano
Zwischen den Sekunden – Am Piano ist das erste Kompilationsalbum der deutschen Popsängerin Alexa Feser. Es wurde am 3. November 2017 unter dem Label Warner Music veröffentlicht.

## Hintergrund und Artwork
Das Album ist eine Sammlung von ausgewählten Liedern von Fesers zweitem Studioalbum Zwischen den Sekunden (2017), die in einer speziellen Akustik-Version komplett am Klavier aufgenommen wurden. Bereits die Akustik Versionen von Wunderfinder, Paradies im Kopf, Herz aus zweiter Hand, Linie 7 und Mensch unter Menschen waren auf dem Album Zwischen den Sekunden als Bonustracks enthalten. Die anderen fünf Titel wurden zum ersten Mal auf diesem Kompilationsalbum veröffentlicht.
Auf dem Cover des Albums ist ein Klavier mit einem Mikrofon abgebildet. Auf diesem befinden sich einige Notenblätter. Das Cover ist komplett in schwarz-weiß gehalten. Über der Abbildung des Klaviers befindet sich in Großbuchstaben Alexa Feser Zwischen den Sekunden geschrieben, während unterhalb der Abbildung Am — Piano geschrieben steht.

## Veröffentlichung
Am 3. November 2017 erfolgte die Veröffentlichung des Albums als Download und als Stream. Eine Veröffentlichung auf physischen Datenträgern erfolgte nicht, jedoch sind fünf der zehn Titel auf der CD und der Schallplatte von dem Album Zwischen den Sekunden enthalten.
Bereits am 16. Dezember 2016 wurde ein Videoclip zu der Akustik-Version von Mensch unter Menschen auf dem YouTube-Kanal von Warner Music Germany veröffentlicht. Am 30. Dezember 2017 erfolgte ebenfalls die Veröffentlichung eines Videoclips zu der Akustik-Version von Paradies im Kopf auf demselben Kanal. Beide Videos wurden zusammen bisher über eine Million Mal aufgerufen.

## Inhalt
Das Album enthält zehn Titel in einer Akustik Piano Version. Alle Titel stammen aus dem zweiten Studioalbum Zwischen den Sekunden und wurden alle von Feser und Steve van Velvet geschrieben. Zusätzlich schrieb Curse den Song Wunderfinder mit, auf dem er auch zu hören ist. Alle Titel wurden von Rainer Oleak produziert. Das Album hat eine Länge von 41 Minuten und zehn Sekunden.

### Titelliste
| #  | Titel                                              | Autor(en)                                    | Produzent(en) | Länge |
| -- | -------------------------------------------------- | -------------------------------------------- | ------------- | ----- |
| 1  | Leben (Akustik Piano Version)                      | Alexa Feser, Steve van Velvet                | Rainer Oleak  | 3:38  |
| 2  | Medizin (Akustik Piano Version)                    | Alexa Feser, Steve van Velvet                | Rainer Oleak  | 4:37  |
| 3  | Straßenkind (Akustik Piano Version)                | Alexa Feser, Steve van Velvet                | Rainer Oleak  | 4:09  |
| 4  | Wunderfinder (feat. Curse) (Akustik Piano Version) | Alexa Feser, Steve van Velvet, Michael Kurth | Rainer Oleak  | 3:43  |
| 5  | Inventur (Akustik Piano Version)                   | Alexa Feser, Steve van Velvet                | Rainer Oleak  | 3:41  |
| 6  | Paradies im Kopf (Akustik Piano Version)           | Alexa Feser, Steve van Velvet                | Rainer Oleak  | 4:03  |
| 7  | Herz aus zweiter Hand (Akustik Piano Version)      | Alexa Feser, Steve van Velvet                | Rainer Oleak  | 4:35  |
| 8  | Linie 7 (Akustik Piano Version)                    | Alexa Feser, Steve van Velvet                | Rainer Oleak  | 4:17  |
| 9  | Mensch unter Menschen (Akustik Piano Version)      | Alexa Feser, Steve van Velvet                | Rainer Oleak  | 4:04  |
| 10 | Nach Norden (Akustik Piano Version)                | Alexa Feser, Steve van Velvet                | Rainer Oleak  | 4:20  |